# Касл-Гейт
Касл-Гейт (англ. Castle Gate) — город-призрак в округе Карбон, Юта (США).

## География
Касл-Гейт находится на территории Барн Каньона, на берегу реки Прайс. Местность расположена в 140 км к юго-востоку от Солт-Лейк-Сити, и к северу от города Прайс. Сам населённый пункт получил своё название от своего расположения у горного образования, напоминающего ворота замка.

## История

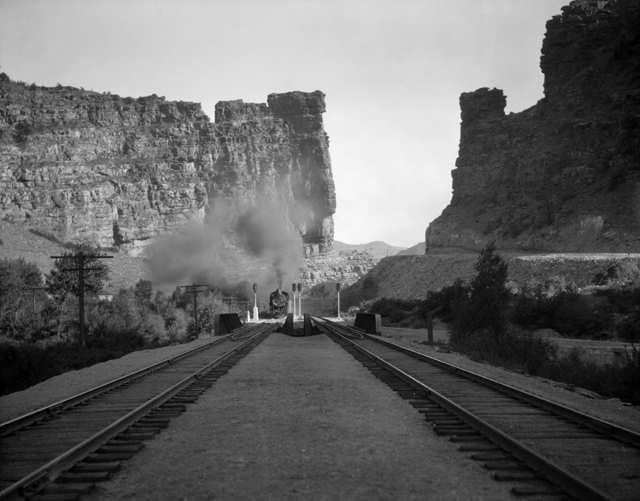
Локомотив «Denver and Rio Grande Western Railroad» в Касл-Гейте, 1929 г.

В 1886 году после открытия подразделения железнодорожной компании «Denver and Rio Grande Western Railroad» на плато Уошэтч была основана угольная шахта Касл-Гейт №1. В 1912 году была открыта вторая шахта Касл-Гейта, в которой наряду с первой добывался высококачественный уголь для паровозов. В 1914 году Касл-Гейт получил статус города и по-прежнему контролировался «Denver and Rio Grande Western Railroad», а через 8 лет была открыта третья шахта.

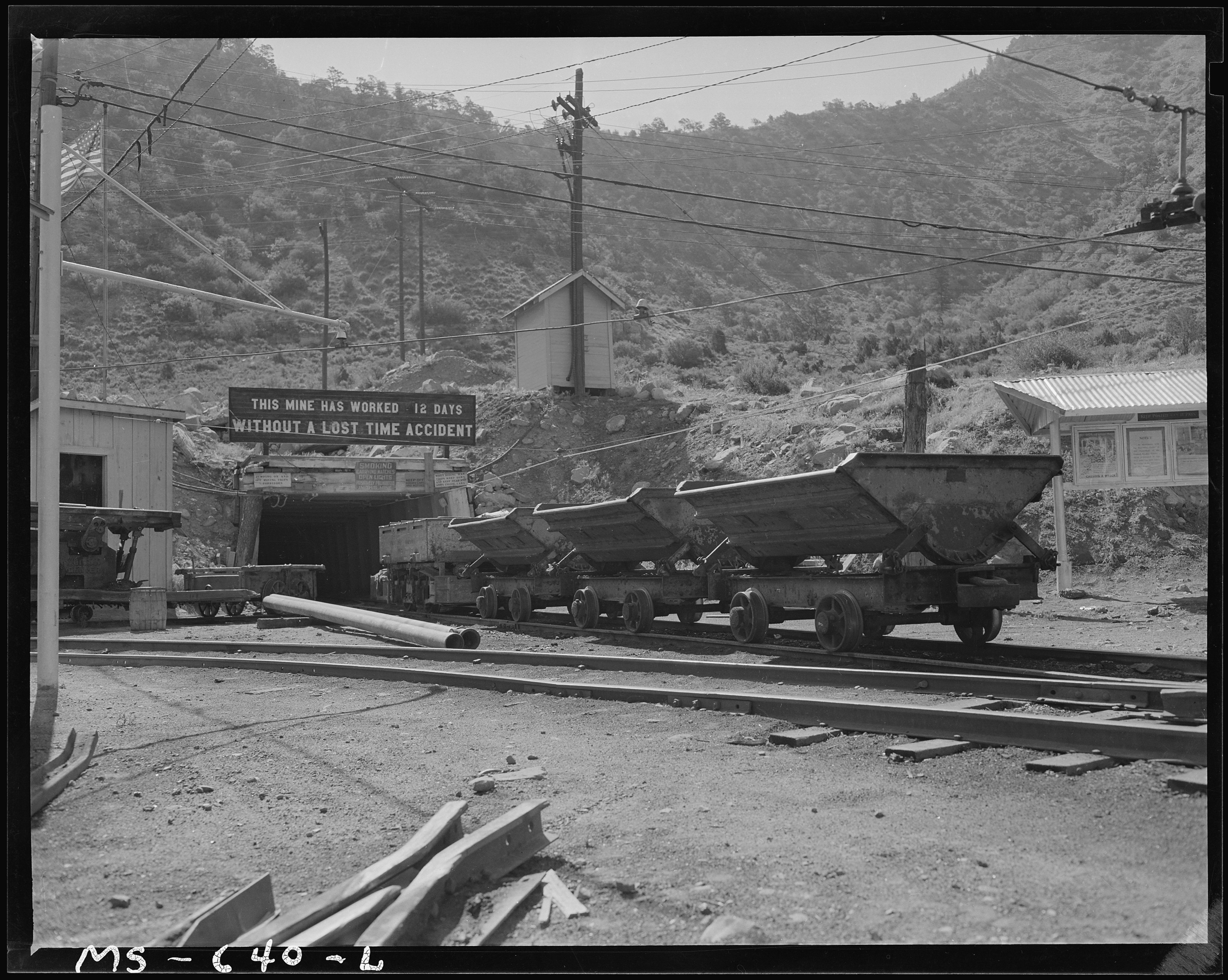
Шахта Касл-Гейта, 1946 г.

Утром 8 марта 1924 года была взорвана шахта Касл-Гейта № 2 топливной компании Юты, в ходе чего погибло 172 шахтёра. Открытое пламя воспламенило угольную пыль и метан в воздухе, и взрыв пронёсся по всей шахте, после чего последовало ещё два взрыва. Сила взрывов была настолько мощной, что тяжёлое горное оборудование, телефонные столбы и вагоны с углём были выброшены через каньон, на расстоянии почти мили от входа в шахту; внутри шахты были искривлены рельсы, разрушены опоры крыши, а туннели обрушены.
Касл-Гейт также известен как место ограбления бандитами Бутчем Кэссиди и Элзи Лэем — 21 апреля 1897 года поезд из Солт-Лейк-Сити въехал в Касл-Гейт, везя зарплату для рабочих угольной компании «Pleasant Valley». После выгружения денежных средств, на подходе к офису бандиты наставили оружие на служащего компании и двух охранников, забрав у них самый большой мешок. Кэссиди и Лэй сели на лошадей и помчались на юг; несколько жителей попытались догнать бандитов, но тем удалось скрыться, похитив около 8000 долларов золотом. Также Кэссиди и Лэй по пути перерезали телеграфные линии вдоль тропы, чтобы предотвратить распространение об ограблении среди служителей закона. Награбленное так и не было найдено; многие считают, что оно было спрятано бандой в районе каньона Робберс Руст, в Юго-Восточной Юте.
К 1947 году первая шахта Касл-Гейта была закрыта из-за пожара; после закрылась и третья шахта, оставив шахту №2 в качестве единственного производителя угля в районе. Однако в начале февраля 1960 года вторая шахта была официально закрыта, и в тот же день была открыта новая четвёртая шахта Касл-Гейта.
Со временем шахта и её собственность перешли к нескольким владельцам, и к 1974 году было принято решение о демонтаже Касл-Гейта, а жителей города переселили в ближайший Хелпер. Бывшая городская территория, включая жилые дома, магазин и другие бизнес-здания, была снесена и заменена угольными погрузочными сооружениями вдоль железнодорожной линии.